# Norris Beach
Norris Beach est un village d'été (summer village) du Comté de Wetaskiwin No 10, situé dans la province canadienne d'Alberta.

## Démographie
En tant que localité désignée dans le recensement de 2011, Norris Beach a une population de 46 habitants dans 19 de ses 93 logements, soit une variation de 15 % avec la population de 2006. Avec une superficie de 0,161 1 km2, le village d'été possède une densité de population de 285,536 9 hab/km2 en 2011.
Concernant le recensement de 2006, Norris Beach abritait 40 habitants dans 21 de ses 76 logements. Avec une superficie de 0,161 1 km2, Norris Beach possédait une densité de population de 248,3 hab/km2 en 2006.
| 2001 | 2006 | 2011 | 2016 |
| ---- | ---- | ---- | ---- |
| 29   | 40   | 46   | 38   |